# Partido Comunista Revolucionario (Argentina)

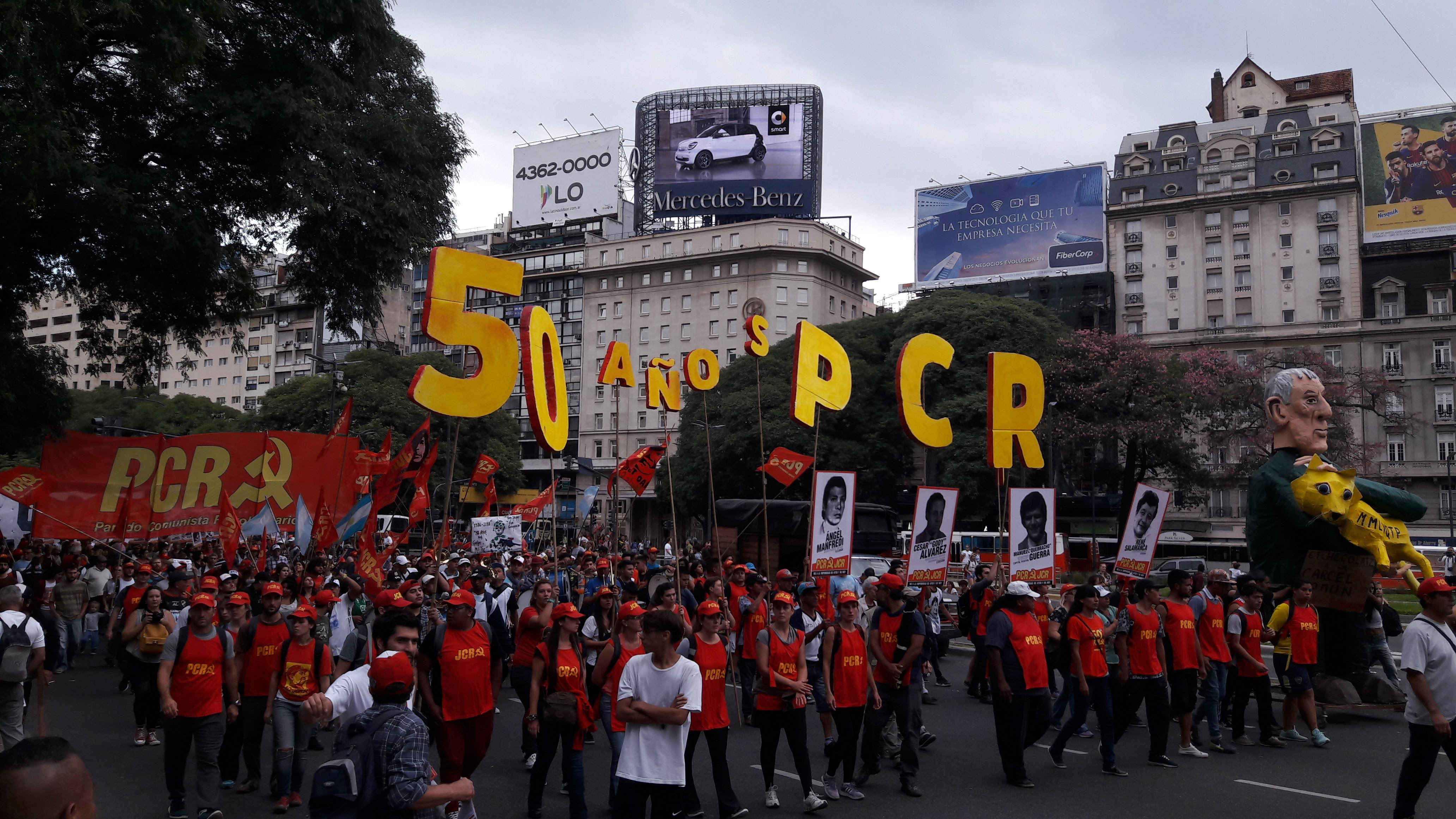
El PCR en la marcha del Día Nacional de la Memoria por la Verdad y la Justicia de 2018.

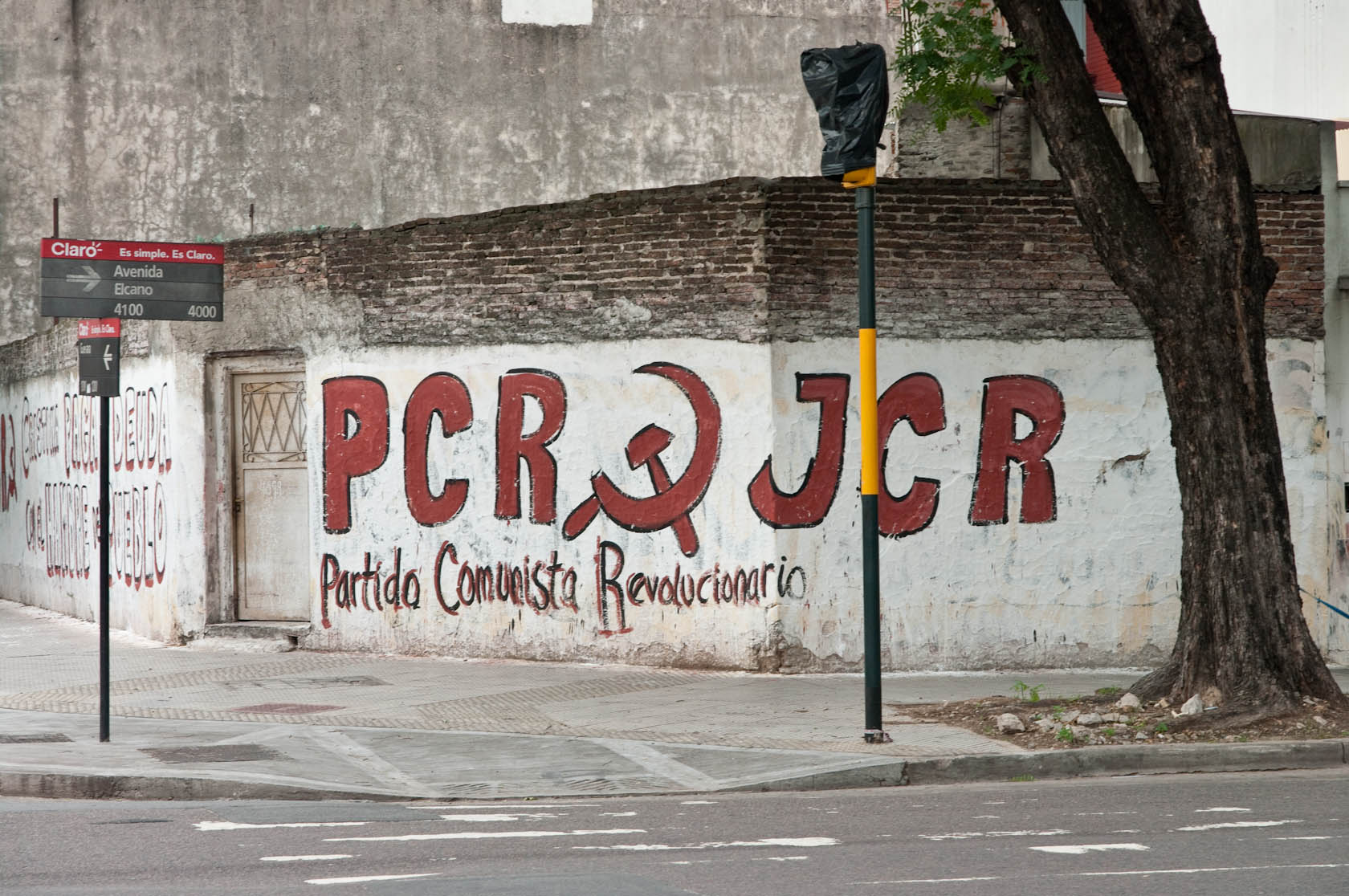
Mural en Buenos Aires.

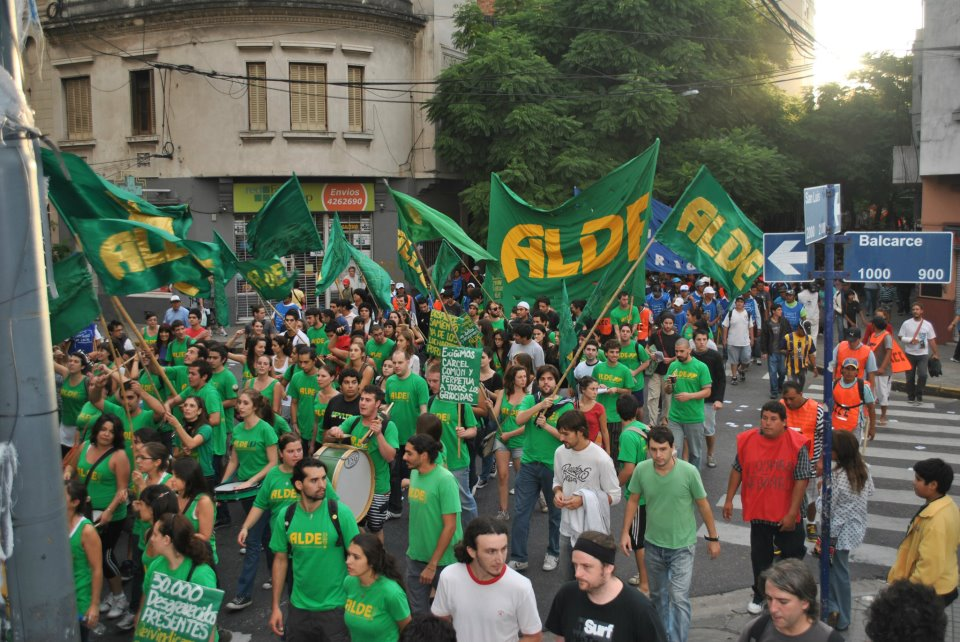
Columna del ALDE (CEPA) en Rosario, organización estudiantil del PCR.

El Partido Comunista Revolucionario (PCR), registrado ante la Justicia Electoral como Partido del Trabajo y del Pueblo (PTP), es un partido político argentino de izquierda, de ideología marxista-leninista-maoísta, que plantea la necesidad de la revolución democrática popular, agraria, anticapitalista y antiimperialista en marcha ininterrumpida al socialismo, que a su vez permita la transición al comunismo. Actualmente es parte de Unión por la Patria, coalición encabezada por el Partido Justicialista anteriormente conocida como Frente de Todos.

## Historia

### Fundación del PCR
El PCR nace el 6 de enero de 1968 como producto de una crisis que produjo la mayor ruptura en el Partido Comunista de la Argentina (PCA).
El proceso de ruptura arranca a mediados del año 1962 cuando en el interior del PCA y de la Federación Juvenil Comunista (FJC) comenzó a desarrollarse una corriente opositora al Comité Central, acusándolo de oportunista y revisionista. A mediados del año 1967 y denunciando la falta de democracia en dicho partido, conformarían el Comité Nacional de Recuperación Revolucionaria (PC-CNRR), adoptando luego su nombre actual. La fecha de su fundación responde a que el PCR asume la continuidad histórica de las banderas con las que se fundó el PCA, el 6 de enero del año 1918, y que luego este partido habría abandonado.
Las principales acusaciones que el PCR esgrimió contra la dirección del PCA como motivo de su ruptura fueron:
- La falta de centralismo democrático y "métodos antileninistas" de la dirección del PCA.
- La adopción de teorías revisionistas y reformistas en relación con la posibilidad de un tránsito pacífico al socialismo por parte de la dirección del PCA.
- El oportunismo político y seguidismo a la burguesía que primaba en el Comité Central del PCA.
- Oposición de la dirección del PCA a la Organización Latinoamericana de Solidaridad (OLAS) impulsada por Cuba.
- Oposición del CC del PCA a la solidaridad militante con la guerrilla que el Che Guevara comandaba en Bolivia, y en particular a la iniciativa de organizar acciones armadas para evitar el envío a través de Argentina de armas al ejército boliviano que combatía al Che.
- La alianza del PC con Augusto Timoteo Vandor en la CGT.

El núcleo fundador del PCR surgió de la mayoría de la dirección de la FJC (que aportó la mayor cantidad de militantes) y cuadros del PCA, confluyendo con el Movimiento Estudiantil Nacional de Acción Popular (MENAP), una corriente revolucionaria en la Universidad que dirigía la Federación Universitaria Argentina (FUA) en alianza con la FJC. Antes de su primer Congreso se incorporarían militantes de la Agrupación de Obreros Metalúrgicos Felipe Vallese, que dirigía René Salamanca en Córdoba. El primer Secretario General del PCR fue Otto Vargas, quien continuó en el puesto hasta su muerte, en 2019.

### De la fundación a los primeros años
El PCR nace en plena dictadura de Juan Carlos Onganía, y mientras otras fuerzas afirmaban que “había que desensillar hasta que aclare” (frase de Juan Domingo Perón) y que era la hora de la burguesía, manifestó que “bajo los pies de la dictadura se estaba resecando un polvorín de odio popular” y que la tarea de los revolucionarios era trabajar para hacerlo estallar. Por esto fue acusado de “izquierdista” y aventurero por otras fuerzas.[cita requerida]
Tuvo una activa participación en la pueblada conocida como Correntinazo, en mayo de 1969, donde dirigía la Federación Universitaria del Nordeste (FUNE).[cita requerida]
En esos primeros años, su fuerza mayoritaria era estudiantil, donde dirigía la Federación Universitaria Argentina[cita requerida], entre otras Federaciones regionales y centros de estudiantes. Ante eso, y considerando que era imprescindible dirigir a la clase obrera, se planteó un viraje para crecer dentro del proletariado industrial, disputando los cuerpos de delegados, comisiones internas y sindicatos. En este camino, llegó a tener un peso significativo en el movimiento obrero, principalmente en Córdoba, donde dirigió la seccional del sindicato de los mecánicos (SMATA), el sindicato industrial más importante del interior del país, con René Salamanca a la cabeza.
Dio batalla a la línea de impulsar guerrillas urbanas o rurales, por considerar que eran propias de la pequeñoburguesía y dejaba afuera de la revolución a las masas, principalmente a los obreros. Tras el Cordobazo del 29 de mayo de 1969, mientras algunas fuerzas sacaron como conclusión que para el triunfo de esa pueblada hicieron falta 500 francotiradores, y otras fuerzas declararon que faltó un acuerdo con la burguesía, el PCR afirmó que faltó un poderoso partido Marxista-Leninista, y que el Cordobazo había “bocetado” el camino de la revolución argentina.
Este debate se agudizó tras la toma de Perdriel (matricería de la Renault, en Córdoba), dirigida por miembros del PCR. Allí, los obreros tomaron la planta con los directivos como rehenes, electrificaron las alambradas, prepararon molotovs al tiempo que amenazaban con hacerla estallar si no se reconocía a los delegados electos. La toma triunfó y los delegados fueron reincorporados. Ante ese hecho, el PCR editó un folleto titulado “Más vale un Perdriel que cien secuestros”, sentando posición sobre la táctica que debía seguir la clase obrera, en el camino de la Revolución.
En su II Congreso, realizado en el año 1972, adhirió al marxismo-leninismo-maoísmo.
Apoyó el retorno al país de Juan Domingo Perón, llamando a votar la fórmula Perón-Perón en las elecciones de septiembre de 1973. En noviembre de 1974, luego de la muerte de Perón, denunció los preparativos golpistas y llamó a luchar contra el golpe de Estado, "venga de donde venga", denunciando la supuesta participación en el mismo de la Unión Soviética, a la que consideraba socialimperialista, según las tesis maoístas que la definían como socialista de palabra pero imperialista de hecho. En ese sentido llamó a defender el gobierno constitucional de María Estela Martínez de Perón, al que caracterizó como un gobierno ‘tercermundista’ y de ‘burguesía nacional’ que habría tomado "medidas que, aunque reformistas, tenían un carácter antiimperialista y antiterrateniente". Numerosos miembros del PCR fueron asesinados al final de este período.
El apoyo al gobierno peronista le valió la crítica de un sector de la izquierda y de la clase obrera, reflejándose, por ejemplo, en la prohibición del ingreso de los militantes del PCR a la Coordinadora interfabril de Zona Norte del Gran Buenos Aires
Al imponerse finalmente el Golpe de Estado, en 1976, sufrió la persecución por parte de la dictadura, encabezando la lista de partidos proscriptos. René Salamanca fue detenido desaparecido en la misma madrugada del Golpe.
Durante los años de la dictadura participó de importantes luchas obreras contra esta, encabezó la huelga de los obreros del frigorífico Swift en Berisso y tuvo una participación activa en la huelga larga de los obreros ferroviarios, de cuya organización participaba Manuel Guerra, secretario de organización de la Juventud Comunista Revolucionaria cuando fue detenido y desaparecido. Acompañó a las Madres de Plaza de Mayo, participó de las campañas de denuncia de las desapariciones ante los periodistas extranjeros con motivo del Mundial de Fútbol de 1978. Se opuso a una posible guerra contra Chile.
Durante la guerra de las Malvinas impulsó la lucha nacional contra el invasor inglés, reclamando medidas como el no pago de la deuda externa con Inglaterra y la nacionalización de los bienes y tierras en manos inglesas.
Al finalizar la guerra, llamó a luchar para que no quede “piedra sobre piedra” de la dictadura. Ante las elecciones de 1983, llamó a votar por la lista presidencial justicialista encabezada por Ítalo Luder, presidente del Senado durante el gobierno peronista de 1973-76, y por Herminio Iglesias para gobernador de la Provincia de Buenos Aires.
Durante el gobierno de Raúl Alfonsín el PCR tuvo como consigna “Basta de mentira alfonsinista”, luchando contra ese gobierno. En 1985 encabezó la toma de la automotriz Ford, que durante 18 días se puso en el centro de la escena nacional y despertó un fuerte movimiento de solidaridad. Esta lucha adquiere proporciones inéditas en Argentina cuando los obreros deciden poner a producir la fábrica sin patrones ni técnicos, organizados por el Cuerpo de Delegados. En esos años, el PCR también participó en importantes luchas, entre las que se destacan las de los obreros limoneros de Tucumán, de metalúrgicos y del Área Material Córdoba.
En 1989 integró con candidatos propios el Frente Justicialista Popular que llevaría a Carlos Menem a la presidencia, del que se distanció casi dos años después, denunciando su incumplimiento de la base programática del Frente.
En 1991 llamó a votar para gobernador de Tucumán al candidato del justicialismo, Ramón "Palito" Ortega, cuyo principal oponente era Antonio Domingo Bussi.
Luego de la pueblada conocida como Santiagueñazo, ocurrida en 1993, el PCR planteó que en Argentina se había abierto un período de ascenso de las luchas sociales.
En el año 1994 impulsó el nacimiento de la Corriente Clasista y Combativa, una organización político-sindical de la clase obrera que se convertiría en una de las organizaciones clasistas de mayor peso en la clase obrera, tanto entre los obreros activos como los desocupados y jubilados.
El 29 de marzo de 1996, en el salón de Luz y Fuerza de Córdoba, el secretario general del PCR, Otto Vargas, hizo pública la táctica de luchar por un Argentinazo que impusiera otro gobierno para otra política. Durante todo ese período, la lucha por el Argentinazo fue la consigna central del PCR. El análisis de que en Argentina existía un auge de luchas y que el camino principal era el de la pueblada, llevó al PCR a impugnar las elecciones en general, luchando por el voto nulo, en blanco o la abstención. Sin embargo, en algunas ocasiones particulares llamó a votar por determinados candidatos, como en las elecciones para Constituyentes de la provincia de Salta, en 2003, donde integró el Frente Poder Popular junto a cinco partidos que provenían de la Alianza, más la CTA. En 2007, llamó a votar al ARI en la segunda vuelta de las elecciones a gobernador de Tierra del Fuego.

### Ruptura de 2013
El 6 de enero de 2013 un grupo de dirigentes y militantes se alejó del partido y creó la organización Comité de Reconstrucción del Comunismo Revolucionario'.

### El PCR durante la crisis de 2001
En mayo de 2001 protagonizó un prolongado corte de ruta en Isidro Casanova, La Matanza, que se extendió durante 18 días y significó la primera lucha de dimensiones en el conurbano bonaerense.
Por esa época y refiriéndose a esta lucha, el secretario general del PCR, Otto Vargas, afirmó:

«La lucha de La Matanza es una lucha heroica, una gesta heroica, muy difícil, y todos nosotros tenemos que estar al servicio de esa lucha, el movimiento de la Corriente Clasista y combativa y los desocupados dispuestos a ganar la calle para apoyar a los compañeros de La Matanza. Está tan enmarañada la política nacional, hay una lucha tan aguda de sectores, que o este gobierno cae en octubre, o pierde las elecciones de octubre y queda jaque mate».

Con esa línea política de impulsar la pueblada nacional como salida a la crisis que atravesaba el país, ante las elecciones legislativas de octubre de 2001 impulsó el voto en blanco, nulo y la abstención, «fórmula» que acabará siendo la primera fuerza, con 10 594 668 abstenciones, votos en blanco y nulos; lejos del PJ (4 605 169 votos) y de la Alianza (3 120 848 votos). Luego del resultado de las elecciones, el Comité central emitió un informe en el que advierte:

«Se marcha a un desenlace y el Partido debe prepararse para enfrentar los acontecimientos en el terreno en el que sea necesario hacerlo, dominando, para ello, todas las formas de lucha».

La situación comenzó a precipitarse luego de que el gobierno de la Alianza decretara la congelación de depósitos (conocida como el «corralito»), el 3 de diciembre. El 12 de diciembre se llevó a cabo una jornada de lucha convocada por la Asamblea Nacional Piquetera, de la que el PCR era uno de los impulsores. Según el análisis del PCR, esta jornada «detonó el Argentinazo». El 13, se llevó a cabo un paro nacional activo del que participaron las tres centrales sindicales (CGT, CGT «Rebelde» y CTA), a las que se sumó la Asamblea Piquetera, realizando cortes de rutas, calles y vías férreas y ocupando edificios públicos. La jornada incluyó el corte de la ruta Panamericana por los obreros mecánicos de Ford y Volkswagen y de la Alimentación de Terrabusi (cuya Comisión Interna dirigían en aquel entonces miembros del PCR) junto a desocupados y jubilados de la CCC.
Ante estos hechos, el PCR editó un número especial del semanario hoy que salió a la calle el 19 de diciembre, cuyo título central de tapa es ¡Basta! ¡Fuera!, y en cuya editorial se afirma que nunca antes se había estado tan cerca de un Argentinazo.
En distintos documentos, el PCR analizó las jornadas de diciembre del 2001 y las participación de sus militantes en las mismas, tanto en Capital Federal como en las barriadas del conurbano bonaerense y en el interior del país.

«(...) Miles de jóvenes protagonizaron los combates del argentinazo (...) en las puebladas previas y el propio 19 y 20 en Plaza de Mayo. Allí muchos camaradas, en particular de las zonas norte y centro de la capital, estuvieron en la avanzada del combate, dirigiendo a muchos jóvenes que se sumaban a la lucha y encontraban una dirección combativa y eficaz».

Los enfrentamientos también se produjeron en localidades del Gran Buenos Aires, donde los militantes del PCR y de la CCC sufrieron la represión directa, con decenas de heridos con balas de plomo. En el interior del país, en ciudades como San Salvador de Jujuy, Bahía Blanca, San Miguel de Tucumán, Aguilares y muchas otras, el PCR participó de las combativas movilizaciones y los enfrentamientos. En Paraná, Entre Ríos, fue asesinado José Daniel Rodríguez, militante del PCR y de la CCC.
Sin embargo, el papel del PCR durante el Argentinazo ha sido cuestionado por la mayoría de las organizaciones de izquierda y por exmilitantes del propio PCR. Estos afirman que el PCR estuvo ausente de las movilizaciones populares en Plaza de Mayo que voltearon al gobierno de De la Rúa-Cavallo, al igual que la FTV de Luis D'Elía, argumentando que se estaba en presencia de una 'maniobra de la derecha', a pesar de que, con anterioridad al estallido de la rebelión popular, la Asamblea Nacional Piquetera (de la cual el PCR formaba parte a través de la CCC), había votado una movilización a Plaza de Mayo con las consignas 'Fuera De la Rúa-Cavallo'.
Como balance del Argentinazo, el PCR manifestó que, para triunfar e imponer un gobierno, habían faltado, principalmente y entre otras cosas, la participación de los obreros industriales, de los campesinos pobres y medios, del movimiento estudiantil, la existencia de un centro coordinador de las fuerzas populares y de un partido marxista-leninista-maoísta con fuerza suficiente para dirigir la lucha hacia la toma del poder.

### El PCR ante el kirchnerismo
Durante los primeros meses del gobierno del presidente Néstor Kirchner, el PCR hacía la siguiente caracterización:

“Hay algunos elementos de ruptura entre el nuevo gobierno y el gobierno duhaldista. Pero lo que predomina es la continuidad.

(...)
El grupo de monopolios y terratenientes hegemónicos en el duhaldismo y el kirchnerismo es una alianza de sectores tradicionalmente ligados al imperialismo ruso (Fate-Aluar-Futaleufú; grupo Bridas, petroleros y pesqueros; grupo Werthein, el presidente de la Bolsa de Comercio; grupo del papelero Massuh, vicepresidente de la UIA; grupo Clarín; el grupo IRSA de Eldztain, Mindlin y Saúl Zang; el grupo Eurnekian; un poderoso grupo financiero, y otros) aliado a un grupo de los monopolios italianos (grupo Techint), y algunos otros grupos europeos beneficiados con la política exportadora y a empresas beneficiadas con la sustitución de importaciones.
(...)

Nosotros somos opositores a la política continuista del duhaldismo que implementa Kirchner. No puede haber tregua en la lucha porque ni el hambre ni la entrega dan tregua. Pero atendiendo a la situación de las masas vamos a actuar con prudencia, escuchando atentamente los deseos de las grandes masas, ayudándolas a hacer su experiencia y a confrontar las promesas y palabras del gobierno con los hechos que produzca (...)”

Durante el año 2003, el entonces Presidente Kirchner participó de un acto realizado en un comedor de la CCC, y la CCC participó en al menos un acto con Kirchner como orador principal, junto a la FTV, intendentes peronistas del conurbano bonaerense, el entonces gobernador Felipe Solá y miembros del gabinete nacional. En aquella ocasión, Juan Carlos Alderete, referente nacional del PCR y la CCC, fue entrevistado por el diario La Nación:

“El líder piquetero destacó que la actitud del Gobierno va "más allá de gestos", y que incluye también "hechos de producción", pues "el mismo Presidente va a apoyar las fábricas recuperadas". "En eso hay un cambio", explicó.

Sin embargo, Alderete se preocupó por dejar en claro que "ello no quita que nosotros seguimos siendo opositores", pero "no opositores locos ni sintomáticos". "Somos opositores porque nuestros compañeros nos eligieron para defender los intereses de ellos", y "eso está primero y luego la visión política que uno pueda tener", concluyó.

Distintos observadores políticos ubicaron entonces a la CCC dentro de los denominados 'piqueteros blandos' o 'dialoguistas'. Sin embargo, para el PCR se trató de "un reconocimiento a la fuerza de nuestra organización. La firmeza de nuestros reclamos y la perseverancia en nuestra lucha es lo que nos ha permitido avanzar en el logro de importantes reivindicaciones, con independencia del gobierno y al servicio de las necesidades de nuestro pueblo".
Con posterioridad, el PCR pasó a atacar con mayor dureza al gobierno nacional, denunciando los escándalos de corrupción, la manipulación del Indec, la política represiva, la inacción del gobierno ante el conflicto por las pasteras en Botnia y en el caso de la desaparición de Jorge Julio López, como así también la política de tope salarial e inflación.
Durante el conflicto en torno a la resolución 125, planteó su apoyo a la lucha de los productores agrarios y propuso un programa por la reforma agraria. Se ubicó en la oposición al gobierno de Cristina Fernández de Kirchner.[cita requerida]
Para las elecciones de 2019 el PTC-PCR participó en el Frente de Todos, coalición que llevó de candidato a la presidencia de la República a Alberto Fernández y a Cristina Fernández de Kirchner a la vicepresidencia. El partido logró un histórico resultado al conseguir elegir a dos diputados nacionales, Verónica Caliva y Juan Carlos Alderete.

## Perfil
El partido está registrado y participa en elecciones bajo el nombre de Partido del Trabajo y del Pueblo (PTP).
La teoría que guía la acción política del PCR es el marxismo-leninismo-maoismo, cuyos principales teóricos son Karl Marx, Engels, Lenin, Stalin y Mao Tse-Tung.
El PCR es partidario de la revolución ininterrumpida y por etapas. En la actual etapa, su objetivo es la revolución democrática-popular, agraria, antiimperialista y de carácter antirrevisionista, en marcha ininterrumpida al socialismo. El PCR considera que el proletariado es la fuerza principal y dirigente en la revolución argentina, y su aliado principal el campesinado pobre, mientras que los enemigos de la revolución son el imperialismo, los terratenientes, y la burguesía intermediaria del imperialismo.
Con respecto a la burguesía nacional, el PCR plantea: 

La política del proletariado hacia ella, en esta etapa de la revolución, es de unidad y lucha y apunta a su neutralización como clase. Esto implica una política activa para ganar a un sector de la burguesía nacional (los sectores patrióticos y democráticos), neutralizar con concesiones a otro sector, y atacar a la capa superior, al sector que se alía con el enemigo (...) Así como, cuando traiciona, no debemos confundir a la burguesía nacional con los enemigos estratégicos de la revolución, porque muy probablemente en el futuro debamos unirnos nuevamente con ella..

 El PCR concibe que, debido a la composición social argentina, la revolución va de la ciudad al campo, y su forma principal es la insurrección armada.
El PCR tiene una organización auxiliar juvenil, la Juventud Comunista Revolucionaria (JCR), con fuerte presencia en distintos sectores.
EL PCR integra la Corriente Clasista y Combativa (CCC), organización política y sindical nacida en el año 1994 luego de una marcha federal realizada junto a la Central de los Trabajadores Argentinos, el Movimiento de Trabajadores Argentinos y otros sectores opositores al gobierno menemista. La CCC es un frente único en la clase obrera, donde confluyen diversos sectores ideológicos, entre ellos el PCR, con presencia en los tres afluentes de la clase obrera: los obreros ocupados, los desocupados y los jubilados.
En los sectores agrarios forma parte de la Unión Campesina, organización de campesinos pobres y de pueblos originarios; de Chacareros Federados, agrupación de campesinos que a la fecha es primera oposición en la Federación Agraria Argentina; y del Movimiento de Mujeres en Lucha.
Trabaja entre los excombatientes en Malvinas, en el movimiento de mujeres y en la intelectualidad, entre otros sectores.
En el movimiento estudiantil universitario, la JCR forma parte de la Corriente Estudiantil Popular y Antiimperialista (CEPA). En secundarios, forma parte del Movimiento de Unidad Secundaria (MUS). Además, la JCR tiene presencia en distintos sectores de la clase obrera, en el campesinado pobre y sin tierra, el movimiento de mujeres, entre otros.
A nivel internacional, si bien no integra orgánicamente ninguna organización superior tiene relaciòn con la Conferencia Internacional de Organizaciones Marxista-Leninistas, y tiene relación con varios partidos marxista-leninistas y marxistas-leninistas-maoístas de distintos países.

## Distritos
| Representación y posicionamiento provincial | Representación y posicionamiento provincial | Representación y posicionamiento provincial | Representación y posicionamiento provincial | Representación y posicionamiento provincial | Representación y posicionamiento provincial | Representación y posicionamiento provincial | Representación y posicionamiento provincial | Representación y posicionamiento provincial | Representación y posicionamiento provincial | Representación y posicionamiento provincial | Representación y posicionamiento provincial | Representación y posicionamiento provincial |
| Provincia                                   | Alianza distrital                           | Alianza distrital                           | Legisladores nacionales                     | Legisladores nacionales                     | Alianza provincial                          | Alianza provincial                          | Legisladores provinciales                   | Legisladores provinciales                   | Situación                                   | Legisladores                                | Afiliados (2024)                            | Afiliados (2024)                            |
| Provincia                                   | Alianza distrital                           | Alianza distrital                           | Diputados                                   | Senadores                                   | Alianza provincial                          | Alianza provincial                          | Diputados                                   | Senadores                                   | Situación                                   | Legisladores                                | Registrados                                 | %                                           |
| ------------------------------------------- | ------------------------------------------- | ------------------------------------------- | ------------------------------------------- | ------------------------------------------- | ------------------------------------------- | ------------------------------------------- | ------------------------------------------- | ------------------------------------------- | ------------------------------------------- | ------------------------------------------- | ------------------------------------------- | ------------------------------------------- |
| Buenos Aires                                |                                             | UP                                          | 0/70                                        | 0/3                                         |                                             | UP                                          | 0/92                                        | 0/46                                        | Apoyo                                       | Sinrepresentación                           | 3.971                                       | 8,42%                                       |
| Capital Federal                             |                                             | UP                                          | 0/25                                        | 0/3                                         |                                             | UP                                          | 0/60                                        |                                             | Oposición                                   | Sinrepresentación                           | 3.850                                       | 8,17%                                       |
| Catamarca                                   |                                             |                                             | 0/5                                         | 0/3                                         |                                             |                                             | 0/41                                        | 0/16                                        | Sin personería                              | Sinrepresentación                           |                                             |                                             |
| Chaco                                       |                                             | UP                                          | 0/7                                         | 0/3                                         |                                             | UP                                          | 1/32                                        |                                             | Oposición                                   | Ver legislador: - Rodolfo Schwartz          | 6.029                                       | 12,79%                                      |
| Chubut                                      |                                             | UP                                          | 0/5                                         | 0/3                                         |                                             |                                             | 0/27                                        |                                             | Oposición                                   | Sinrepresentación                           | 2.197                                       | 4,66%                                       |
| Córdoba                                     |                                             | UP                                          | 0/18                                        | 0/3                                         |                                             | UP                                          | 0/70                                        |                                             | Oposición                                   | Sinrepresentación                           | 3.981                                       | 8,45%                                       |
| Corrientes                                  |                                             | UP                                          | 0/7                                         | 0/3                                         |                                             | UP                                          | 0/30                                        | 0/15                                        | Oposición                                   | Sinrepresentación                           | 3.675                                       | 7,80%                                       |
| Entre Ríos                                  |                                             | UP                                          | 0/9                                         | 0/3                                         |                                             | UP                                          | 0/34                                        | 0/17                                        | Oposición                                   | Sinrepresentación                           | 3.932                                       | 8,34%                                       |
| Formosa                                     |                                             |                                             | 0/5                                         | 0/3                                         |                                             |                                             | 0/30                                        |                                             | Sin personería                              | Sinrepresentación                           |                                             |                                             |
| Jujuy                                       |                                             |                                             | 0/6                                         | 0/3                                         |                                             |                                             | 0/48                                        |                                             | Sin personería                              | Sinrepresentación                           |                                             |                                             |
| La Pampa                                    |                                             |                                             | 0/5                                         | 0/3                                         |                                             |                                             | 0/30                                        |                                             | Sin personería                              | Sinrepresentación                           |                                             |                                             |
| La Rioja                                    |                                             |                                             | 0/5                                         | 0/3                                         |                                             |                                             | 0/36                                        |                                             | Sin personería                              | Sinrepresentación                           |                                             |                                             |
| Mendoza                                     |                                             | UP                                          | 0/10                                        | 0/3                                         |                                             | UP                                          | 0/48                                        | 0/38                                        | Oposición                                   | Sinrepresentación                           | 3.994                                       | 8,47%                                       |
| Misiones                                    |                                             |                                             | 0/7                                         | 0/3                                         |                                             |                                             | 0/40                                        |                                             | Sin personería                              | Sinrepresentación                           |                                             |                                             |
| Neuquén                                     |                                             |                                             | 0/5                                         | 0/3                                         |                                             |                                             | 0/35                                        |                                             | Sin personería                              | Sinrepresentación                           |                                             |                                             |
| Río Negro                                   |                                             |                                             | 0/5                                         | 0/3                                         |                                             |                                             | 0/46                                        |                                             | Sin personería                              | Sinrepresentación                           |                                             |                                             |
| Salta                                       |                                             | UP                                          | 0/7                                         | 0/3                                         |                                             | UP                                          | 0/60                                        | 0/23                                        | Oposición                                   | Sinrepresentación                           | 4.026                                       | 8,54%                                       |
| San Juan                                    |                                             | UP                                          | 0/6                                         | 0/3                                         |                                             | UP                                          | 0/36                                        |                                             | Oposición                                   | Sinrepresentación                           | 3.413                                       | 7,24%                                       |
| San Luis                                    |                                             |                                             | 0/5                                         | 0/3                                         |                                             |                                             | 0/43                                        | 0/9                                         | Sin personería                              | Sinrepresentación                           |                                             |                                             |
| Santa Cruz                                  |                                             |                                             | 0/5                                         | 0/3                                         |                                             |                                             | 0/24                                        |                                             | Sin personería                              | Sinrepresentación                           |                                             |                                             |
| Santa Fe                                    |                                             | FAS                                         | 0/19                                        | 0/3                                         |                                             | FAS                                         | 0/50                                        | 0/19                                        | Oposición                                   | Sinrepresentación                           | 3.980                                       | 8,44%                                       |
| Santiago del Estero                         |                                             |                                             | 0/7                                         | 0/3                                         |                                             |                                             | 0/40                                        |                                             | Sin personería                              | Sinrepresentación                           |                                             |                                             |
| Tierra del Fuego                            |                                             |                                             | 0/5                                         | 0/3                                         |                                             |                                             | 0/15                                        |                                             | Sin personería                              | Sinrepresentación                           |                                             |                                             |
| Tucumán                                     |                                             | UP                                          | 0/9                                         | 0/3                                         |                                             | UP                                          | 0/49                                        |                                             | Apoyo                                       | Sinrepresentación                           | 4.086                                       | 8,67%                                       |
| TOTAL                                       |                                             |                                             | 0/257                                       | 0/72                                        |                                             |                                             | 1/1016                                      | 0/183                                       | 12 Distritos                                |                                             | 47.134                                      | 0,59%                                       |

## Secretarios generales
| N.º | Secretario           | Secretario        | Mandato            | Mandato               |
| N.º | Secretario           | Secretario        | Inicio             | Fin                   |
| --- | -------------------- | ----------------- | ------------------ | --------------------- |
| 1   | Bandera de Argentina | Otto César Vargas | 6 de enero de 1968 | 14 de febrero de 2019 |
| 2   | Bandera de Argentina | Jacinto Roldán    | 2021               | Actualidad            |

## La prensa del PCR
El órgano del Comité Central del PCR es el semanario hoy servir al pueblo, sucesor de Nueva Hora, periódico que se editó sin pausa desde la fundación del Partido. La JCR edita la revista CHISPA encendiendo la rebelión, de salida mensual. Además, el PCR edita la revista teórica Política y Teoría, y a través de la Editorial Agora pública y distribuye textos de clásicos marxista-leninista-maoístas y textos que aplican dicha teoría a la revolución en la Argentina.

## Elecciones
En las elecciones de 2011 el PCR mantuvo una alianza a nivel provincial con el Frente Amplio Progresista, a nivel nacional apoyo la candidatura de Alcira Argumedo que finalmente no superó las elecciones primarias de agosto.
En las elecciones de 2015, el partido formó una alianza electoral con Unidad Popular, Emancipación Sur y Camino de los Libres. La alianza llevó de nombre Frente Social y Popular, y llevó como candidato a presidente a Víctor De Gennaro y a Evangelina Codoni, del PTP (brazo político del PCR), como candidata a vicepresidenta. La alianza no superó las PASO, obteniendo apenas un 0,5 % de los votos, no obstante tuvo buenos resultados a nivel provincial, donde en algunos distritos si logró superar las PASO. Un ejemplo de esto es en Santa Fe, donde el frente obtuvo 2 diputados, siendo electa Mercedes Meier del PTP-PCR.

### Elecciones presidenciales
|  | 47,49 % |

|  | 0,41 % |

|  | 0,85 % |

|  | 0,45 % |

|  | 48,10 % |

### Elecciones al congreso
|  | 44,82 % |

|  | 0,12 % |

|  | 0,14 % |

|  | 0,41 % |

|  | 2,32 % |

|  | 45,27 % |

|  | 3,64 % |